# Deutscher Sportclub Arminia Bielefeld 2007-2008
Questa voce raccoglie le informazioni riguardanti il Deutscher Sportclub Arminia Bielefeld nelle competizioni ufficiali della stagione 2007-2008.

## Stagione
Nella stagione 2007-2008 l'Arminia Bielefeld, allenato da Michael Frontzeck, concluse il campionato di Bundesliga al 15º posto. In Coppa di Germania l'Arminia Bielefeld fu eliminato agli ottavi di finale dal Carl Zeiss Jena.

## Rosa
| N. |                      | Ruolo | Calciatore             |
| -- | -------------------- | ----- | ---------------------- |
| 23 | Sudafrica (bandiera) | P     | Rowen Fernández        |
| 1  | Germania (bandiera)  | P     | Mathias Hain           |
| 40 | Germania (bandiera)  | P     | Dirk Heinen            |
| 28 | Germania (bandiera)  | P     | Daniel Riemer          |
| 6  | Germania (bandiera)  | D     | Markus Bollmann        |
| 30 | Germania (bandiera)  | D     | Nils Fischer           |
| 4  | Rep. Ceca (bandiera) | D     | Petr Gabriel           |
| 19 | Germania (bandiera)  | D     | Bernd Korzynietz       |
| 31 | Rep. Ceca (bandiera) | D     | Radim Kučera           |
| 21 | Germania (bandiera)  | D     | Matthias Langkamp      |
| 38 | Germania (bandiera)  | D     | Marcel Lenz            |
| 3  | Brasile (bandiera)   | D     | Márcio Borges          |
| 16 | Croazia (bandiera)   | D     | Andre Mijatović        |
| 34 | Germania (bandiera)  | D     | Maik Rodenberg         |
| 27 | Germania (bandiera)  | D     | Nils-Christian Schmidt |
| 2  | Germania (bandiera)  | D     | Markus Schuler         |
| 29 | Germania (bandiera)  | C     | Stefan Aigner          |

| N. |                      | Ruolo | Calciatore          |
| -- | -------------------- | ----- | ------------------- |
| 20 | Germania (bandiera)  | C     | Jörg Böhme          |
| 24 | Germania (bandiera)  | C     | Daniel Halfar       |
| 14 | Danimarca (bandiera) | C     | Jonas Kamper        |
| 5  | Germania (bandiera)  | C     | Rüdiger Kauf        |
| 13 | Germania (bandiera)  | C     | Oliver Kirch        |
| 11 | Rep. Ceca (bandiera) | C     | David Kobylík       |
| 17 | Turchia (bandiera)   | C     | Umut Koçin          |
| 7  | Germania (bandiera)  | C     | Thorben Marx        |
| 10 | Germania (bandiera)  | C     | Ioannis Masmanidis  |
| 25 | Sudafrica (bandiera) | C     | Siyabonga Nkosi     |
| 8  | Germania (bandiera)  | C     | Tobias Rau          |
| 32 | Germania (bandiera)  | C     | Robert Tesche       |
| 9  | Germania (bandiera)  | A     | Christian Eigler    |
| 27 | Grecia (bandiera)    | A     | Leonidas Kampantais |
| 36 | Germania (bandiera)  | A     | Thilo Versick       |
| 18 | Polonia (bandiera)   | A     | Artur Wichniarek    |
| 22 | Sudafrica (bandiera) | A     | Sibusiso Zuma       |

## Organigramma societario
Area tecnica
- Allenatore: Michael Frontzeck
- Allenatore in seconda: Frank Eulberg, Frank Geideck, Jörg Weber
- Preparatore dei portieri: Thomas Schlieck
- Preparatori atletici:

## Risultati

### Bundesliga

#### Girone di andata
| Arbitro: | Sippel |

|          |           |                                     |
| Radu 84’ | Marcatori | 38’ Wichniarek 52’ Eigler 80’ Kirch |

| Arbitro: | Rafati |

|                           |           |                    |
| Kučera 68’ Wichniarek 80’ | Marcatori | 87’ Meier 89’ Russ |

| Arbitro: | Stark |

|                               |           |  |
| Masmanidis 52’ Wichniarek 90’ | Marcatori |  |

| Arbitro: | Gagelmann |

|                             |           |  |
| Maicon 64’ Ishiaku 68’, 70’ | Marcatori |  |

| Arbitro: | Brych |

|                                          |           |                    |
| Böhme 31’ Eigler 50’, 55’ Wichniarek 59’ | Marcatori | 47’ Kern 62’ Bülow |

| Arbitro: | Perl |

|                                            |           |  |
| Kurányi 24’ Asamoah 54’ Rafinha 65’ (rig.) | Marcatori |  |

| Arbitro: | Kircher |

|  |           |                             |
|  | Marcatori | 54’ (rig.) Huszti 85’ Pinto |

| Arbitro: | Merk |

|                                                                                       |           |                |
| Niemeyer 17’ Almeida 35’, 88’ Sanogo 41’, 44’ Mertesacker 59’ Rosenberg 66’ Diego 85’ | Marcatori | 37’ Wichniarek |

| Arbitro: | Stark |

|  |           |                   |
|  | Marcatori | 49’ van der Vaart |

| Karlsruhe 21 ottobre 2007, ore 17:00 CEST 10ª giornata | Karlsruhe | 0 – 0 referto | Arminia Bielefeld | Wildparkstadion (27 361 spett.)\| Arbitro: \| Rafati \| |
| Arbitro:                                               | Rafati    |               |                   |                                                         |

| Arbitro: | Meyer |

|            |           |              |
| Kamper 77’ | Marcatori | 90’ Sørensen |

| Arbitro: | Kircher |

|                                  |           |  |
| Barbarez 9’, 80’ Gkekas 29’, 34’ | Marcatori |  |

| Arbitro: | Schmidt |

|                                  |           |          |
| Kauf 64’ Wichniarek 76’ Zuma 90’ | Marcatori | 43’ Wolf |

| Arbitro: | Kempter |

|                                |           |  |
| Mięciel 12’, 15’ Dabrowski 55’ | Marcatori |  |

| Arbitro: | Weiner |

|  |           |            |
|  | Marcatori | 22’ Ribéry |

| Arbitro: | Fandel |

|                                                                                   |           |           |
| Tinga 13’ Schuler 19’ (aut.) Petrić 47’ Valdez 55’ (rig.) Kringe 61’ Federico 67’ | Marcatori | 81’ Kirch |

| Arbitro: | Gräfe |

|                           |           |  |
| Kamper 79’ Wichniarek 90’ | Marcatori |  |

#### Girone di ritorno
| Arbitro: | Drees |

|  |           |             |
|  | Marcatori | 27’ Grafite |

| Arbitro: | Schmidt |

|                          |           |                |
| Amanatidīs 37’ Fenin 47’ | Marcatori | 74’ Wichniarek |

| Arbitro: | Perl |

|             |           |  |
| Raffael 90’ | Marcatori |  |

| Arbitro: | Meyer |

|  |           |                         |
|  | Marcatori | 8’ Schröter 48’ Ishiaku |

| Arbitro: | Sippel |

|             |           |            |
| Bartels 87’ | Marcatori | 84’ Eigler |

| Arbitro: | Weiner |

|  |           |                         |
|  | Marcatori | 23’ Varela 74’ Altıntop |

| Arbitro: | Brych |

|                          |           |                          |
| Bruggink 16’ Štajner 56’ | Marcatori | 15’ Mijatović 38’ Eigler |

| Arbitro: | Kircher |

|           |           |                  |
| Kirch 14’ | Marcatori | 70’ (rig.) Diego |

| Arbitro: | Drees |

|              |           |              |
| Guerrero 82’ | Marcatori | 72’ Bollmann |

| Arbitro: | Gräfe |

|                |           |  |
| Kampantais 90’ | Marcatori |  |

| Arbitro: | Meyer |

|                  |           |  |
| Skela 51’ (rig.) | Marcatori |  |

| Arbitro: | Fleischer |

|               |           |  |
| Mijatović 51’ | Marcatori |  |

| Arbitro: | Weiner |

|                       |           |                             |
| Mintál 29’ Saenko 39’ | Marcatori | 47’ Wichniarek 59’ Bollmann |

| Arbitro: | Rafati |

|                          |           |  |
| Mijatović 70’ Kamper 90’ | Marcatori |  |

| Arbitro: | Drees |

|                         |           |  |
| Ribéry 26’ Podolski 47’ | Marcatori |  |

| Arbitro: | Fandel |

|                                |           |                                  |
| Marx 24’ (rig.) Wichniarek 34’ | Marcatori | 28’ Buckley 83’ (aut.) Fernández |

| Arbitro: | Meyer |

|                              |           |                       |
| Gómez 75’ (rig.) Fischer 85’ | Marcatori | 10’ Tesche 86’ Eigler |

### Coppa di Germania
| Arbitro: | Lupp |

|  |           |                           |
|  | Marcatori | 21’ Wichniarek 78’ Kamper |

| Arbitro: | Fleischer |

|            |           |                 |
| Mavrič 39’ | Marcatori | 4’, 106’ Eigler |

| Arbitro: | Sippel |

|                                |           |                |
| Petersen 83’ Šimák 115’ (rig.) | Marcatori | 41’ Wichniarek |

## Statistiche

### Statistiche di squadra
| Competizione      | Punti | In casa | In casa | In casa | In casa | In casa | In casa | In trasferta | In trasferta | In trasferta | In trasferta | In trasferta | In trasferta | Totale | Totale | Totale | Totale | Totale | Totale | DR  |
| Competizione      | Punti | G       | V       | N       | P       | Gf      | Gs      | G            | V            | N            | P            | Gf           | Gs           | G      | V      | N      | P      | Gf     | Gs     | DR  |
| ----------------- | ----- | ------- | ------- | ------- | ------- | ------- | ------- | ------------ | ------------ | ------------ | ------------ | ------------ | ------------ | ------ | ------ | ------ | ------ | ------ | ------ | --- |
| Bundesliga        | 34    | 17      | 7       | 4       | 6       | 21      | 18      | 17           | 1            | 6            | 10           | 14           | 42           | 34     | 8      | 10     | 16     | 35     | 60     | -25 |
| Coppa di Germania | -     | 0       | 0       | 0       | 0       | 0       | 0       | 3            | 2            | 0            | 1            | 5            | 3            | 3      | 2      | 0      | 1      | 5      | 3      | +2  |
| Totale            | -     | 17      | 7       | 4       | 6       | 21      | 18      | 20           | 3            | 6            | 11           | 19           | 45           | 37     | 10     | 10     | 17     | 40     | 63     | -23 |

### Andamento in campionato
| Giornata  | 1 | 2 | 3 | 4 | 5 | 6 | 7  | 8  | 9  | 10 | 11 | 12 | 13 | 14 | 15 | 16 | 17 | 18 | 19 | 20 | 21 | 22 | 23 | 24 | 25 | 26 | 27 | 28 | 29 | 30 | 31 | 32 | 33 | 34 |
| --------- | - | - | - | - | - | - | -- | -- | -- | -- | -- | -- | -- | -- | -- | -- | -- | -- | -- | -- | -- | -- | -- | -- | -- | -- | -- | -- | -- | -- | -- | -- | -- | -- |
| Luogo     | T | C | C | T | C | T | C  | T  | C  | T  | C  | T  | C  | T  | C  | T  | C  | C  | T  | T  | C  | T  | C  | T  | C  | T  | C  | T  | C  | T  | C  | T  | C  | T  |
| Risultato | V | N | V | P | V | P | P  | P  | P  | N  | N  | P  | V  | P  | P  | P  | V  | P  | P  | P  | P  | N  | P  | N  | N  | N  | V  | P  | V  | N  | V  | P  | N  | N  |
| Posizione | 2 | 4 | 2 | 3 | 2 | 7 | 10 | 11 | 13 | 12 | 13 | 14 | 14 | 14 | 14 | 15 | 14 | 14 | 15 | 15 | 15 | 15 | 15 | 16 | 15 | 17 | 15 | 18 | 15 | 15 | 15 | 15 | 15 | 15 |

Legenda:

Luogo: C = Casa; T = Trasferta. Risultato: V = Vittoria; N = Pareggio; P = Sconfitta.

### Statistiche dei giocatori
| Giocatore     | Bundesliga | Bundesliga | Bundesliga  | Bundesliga | Coppa di Germania | Coppa di Germania | Coppa di Germania | Coppa di Germania | Totale   | Totale | Totale      | Totale     |
| Giocatore     | Presenze   | Reti       | Ammonizioni | Espulsioni | Presenze          | Reti              | Ammonizioni       | Espulsioni        | Presenze | Reti   | Ammonizioni | Espulsioni |
| ------------- | ---------- | ---------- | ----------- | ---------- | ----------------- | ----------------- | ----------------- | ----------------- | -------- | ------ | ----------- | ---------- |
| R. Fernández  | 15         | 0          | 0           | 0          | -                 | -                 | -                 | -                 | 15       | 0      | 0           | 0          |
| M. Hain       | 20         | 0          | 1           | 0          | 3                 | 0                 | 0                 | 0                 | 23       | 0      | 1           | 0          |
| D. Heinen     | 1          | 0          | 0           | 0          | -                 | -                 | -                 | -                 | 1        | 0      | 0           | 0          |
| D. Riemer     | -          | -          | -           | -          | -                 | -                 | -                 | -                 | -        | -      | -           | -          |
| M. Bollmann   | 21         | 2          | 7           | 0          | 2                 | 0                 | 1                 | 0                 | 23       | 2      | 8           | 0          |
| N. Fischer    | 2          | 0          | 0           | 0          | -                 | -                 | -                 | -                 | 2        | 0      | 0           | 0          |
| P. Gabriel    | 12         | 0          | 3           | 0          | 2                 | 0                 | 2                 | 0                 | 14       | 0      | 5           | 0          |
| B. Korzynietz | 15         | 0          | 2           | 0          | 1                 | 0                 | 0                 | 0                 | 16       | 0      | 2           | 0          |
| R. Kučera     | 31         | 1          | 2           | 0          | 3                 | 0                 | 0                 | 0                 | 34       | 1      | 2           | 0          |
| M. Langkamp   | 13         | 0          | 2           | 0          | -                 | -                 | -                 | -                 | 13       | 0      | 2           | 0          |
| M. Lenz       | -          | -          | -           | -          | -                 | -                 | -                 | -                 | -        | -      | -           | -          |
| M. Borges     | -          | -          | -           | -          | -                 | -                 | -                 | -                 | -        | -      | -           | -          |
| A. Mijatović  | 24         | 3          | 3           | 0          | 2                 | 0                 | 0                 | 0                 | 26       | 3      | 3           | 0          |
| M. Rodenberg  | -          | -          | -           | -          | 1                 | 0                 | 0                 | 0                 | 1        | 0      | 0           | 0          |
| N. Schmidt    | -          | -          | -           | -          | -                 | -                 | -                 | -                 | -        | -      | -           | -          |
| M. Schuler    | 29         | 0          | 5           | 0          | 1                 | 0                 | 0                 | 0                 | 30       | 0      | 5           | 0          |
| S. Aigner     | -          | -          | -           | -          | -                 | -                 | -                 | -                 | -        | -      | -           | -          |
| J. Böhme      | 22         | 1          | 6           | 1          | 1                 | 0                 | 0                 | 0                 | 23       | 1      | 6           | 1          |
| D. Halfar     | 16         | 0          | 1           | 0          | 1                 | 0                 | 0                 | 0                 | 17       | 0      | 1           | 0          |
| J. Kamper     | 31         | 3          | 1           | 0          | 3                 | 1                 | 0                 | 1                 | 34       | 4      | 1           | 1          |
| R. Kauf       | 29         | 1          | 8           | 0          | 2                 | 0                 | 0                 | 0                 | 31       | 1      | 8           | 0          |
| O. Kirch      | 25         | 3          | 1           | 0          | 3                 | 0                 | 0                 | 0                 | 28       | 3      | 1           | 0          |
| D. Kobylík    | 2          | 0          | 0           | 0          | 2                 | 0                 | 1                 | 0                 | 4        | 0      | 1           | 0          |
| U. Koçin      | -          | -          | -           | -          | -                 | -                 | -                 | -                 | -        | -      | -           | -          |
| T. Marx       | 24         | 1          | 3           | 0          | 2                 | 0                 | 0                 | 0                 | 26       | 1      | 3           | 0          |
| I. Masmanidis | 8          | 1          | 1           | 0          | 2                 | 0                 | 0                 | 0                 | 10       | 1      | 1           | 0          |
| S. Nkosi      | 8          | 0          | 0           | 0          | 2                 | 0                 | 0                 | 0                 | 10       | 0      | 0           | 0          |
| T. Rau        | 10         | 0          | 1           | 0          | 2                 | 0                 | 1                 | 0                 | 12       | 0      | 2           | 0          |
| R. Tesche     | 15         | 1          | 0           | 0          | 2                 | 0                 | 0                 | 0                 | 17       | 1      | 0           | 0          |
| C. Eigler     | 29         | 6          | 4           | 0          | 2                 | 2                 | 1                 | 0                 | 31       | 8      | 5           | 0          |
| L. Kampantais | 8          | 1          | 0           | 0          | -                 | -                 | -                 | -                 | 8        | 1      | 0           | 0          |
| T. Versick    | 1          | 0          | 0           | 0          | -                 | -                 | -                 | -                 | 1        | 0      | 0           | 0          |
| A. Wichniarek | 33         | 10         | 3           | 0          | 2                 | 2                 | 0                 | 0                 | 35       | 12     | 3           | 0          |
| S. Zuma       | 20         | 1          | 2           | 0          | 1                 | 0                 | 0                 | 0                 | 21       | 1      | 2           | 0          |